# (46556) 1991 FU3
(46556) 1991 FU3 là một tiểu hành tinh vành đai chính. Nó được phát hiện bởi Henri Debehogne ở Đài thiên văn La Silla ở Chile ngày 22 tháng 3 năm 1991.